# Thelcticopis bifasciata
Thelcticopis bifasciata är en spindelart som först beskrevs av Tord Tamerlan Teodor Thorell 1891.  Thelcticopis bifasciata ingår i släktet Thelcticopis och familjen jättekrabbspindlar.
Artens utbredningsområde är Nicobarerna. Inga underarter finns listade i Catalogue of Life.